# Campionati mondiali di sollevamento pesi 2021 - 67 kg maschile
Le gare di sollevamento pesi della categoria fino a 67 kg maschile — pesi piuma — dei campionati mondiali del 2021 si sono svolte dal 9 al 10 dicembre 2021 a Tashkent presso l'Uzbekistan Sport Complex.
Quattro mesi dopo la conclusione dei campionati, Talha Talib, che vinse la medaglia di bronzo nello strappo — poi riassegnata a Jeremy Lalrinnunga — non concludendo la gara, fu trovato positivo a sostanze proibite e squalificato.

## Programma
L'orario indicato corrisponde a quello uzbeko (UTC+05:00)
| Data             | Orario | Evento   |
| ---------------- | ------ | -------- |
| 9 dicembre 2021  | 10:30  | Gruppo C |
| 10 dicembre 2021 | 13:00  | Gruppo B |
| 10 dicembre 2021 | 16:00  | Gruppo A |

## Medagliati
Per ciascun esercizio, i primi tre classificati sono i seguenti:
| Esercizio | Oro            | Oro    | Argento            | Argento | Bronzo             | Bronzo |
| --------- | -------------- | ------ | ------------------ | ------- | ------------------ | ------ |
| Strappo   | Zulfat Garaev  | 146 kg | Doston Yoqubov     | 144 kg  | Jeremy Lalrinnunga | 141 kg |
| Slancio   | Doston Yoqubov | 180 kg | Francisco Mosquera | 179 kg  | Adkhamjon Ergashev | 174 kg |
| Totale    | Doston Yoqubov | 324 kg | Francisco Mosquera | 316 kg  | Zulfat Garaev      | 315 kg |

## Record
Prima di questa competizione, i record mondiali esistenti erano i seguenti:
| Record mondiale | Strappo | Huang Minhao | 155 kg | Tokyo, Giappone     | 6 luglio 2019     |
| Record mondiale | Slancio | Pak Jong-ju  | 188 kg | Pattaya, Thailandia | 20 settembre 2019 |
| Record mondiale | Totale  | Chen Lijun   | 339 kg | Ningbo, Cina        | 21 aprile 2019    |

## Risultati
| Pos. | Atleta                       | Gr. | Peso atleta | Strappo (kg) | Strappo (kg) | Strappo (kg) | Strappo (kg) | Slancio (kg) | Slancio (kg) | Slancio (kg) | Slancio (kg) | Totale |
| Pos. | Atleta                       | Gr. | Peso atleta | 1            | 2            | 3            | Pos.         | 1            | 2            | 3            | Pos.         | Totale |
| ---- | ---------------------------- | --- | ----------- | ------------ | ------------ | ------------ | ------------ | ------------ | ------------ | ------------ | ------------ | ------ |
|      | Doston Yoqubov (UZB)         | A   | 66.80       | 140          | 143          | 144          |              | 172          | 176          | 180          |              | 324    |
|      | Francisco Mosquera (COL)     | A   | 66.60       | 137          | 141          | 141          | 5            | 175          | 179          | 181          |              | 316    |
|      | Zulfat Garaev (RWF)          | A   | 67.00       | 142          | 146          | 148          |              | 165          | 169          | 169          | 7            | 315    |
| 4    | Anucha Doungsri (THA)        | A   | 66.50       | 136          | 138          | 140          | 4            | 170          | 174          | 178          | 4            | 312    |
| 5    | Valentin Genčev (BUL)        | A   | 66.90       | 132          | 135          | 137          | 9            | 168          | 173          | 176          | 5            | 308    |
| 6    | Adkhamjon Ergashev (UZB)     | A   | 66.70       | 134          | 139          | 140          | 10           | 168          | 174          | 177          |              | 308    |
| 7    | Jeremy Lalrinnunga (IND)     | B   | 66.80       | 136          | 136          | 141          |              | 164          | 168          | 168          | 10           | 305    |
| 8    | Jair Reyes (ECU)             | B   | 67.00       | 130          | 134          | 134          | 13           | 164          | 168          | 172          | 6            | 302    |
| 9    | Acorán Hernández (ESP)       | A   | 66.70       | 136          | 140          | 140          | 6            | 160          | 164          | 167          | 12           | 300    |
| 10   | Mohammad Yasin (INA)         | B   | 66.60       | 130          | 130          | 135          | 8            | 160          | 164          | 167          | 11           | 299    |
| 11   | Nawaf Al-Mazyadi (KSA)       | B   | 67.00       | 127          | 131          | 135          | 11           | 160          | 165          | 165          | 9            | 296    |
| 12   | Joseph Edidiong (NGR)        | C   | 66.80       | 125          | 130          | 135          | 7            | 155          | 160          | 160          | 13           | 295    |
| 13   | Triyatno (INA)               | B   | 67.00       | 125          | 131          | 131          | 12           | 160          | 165          | 165          | 14           | 291    |
| 14   | Yusuf Fehmi Genç (TUR)       | B   | 66.40       | 125          | 128          | 130          | 15           | 160          | 160          | 165          | 8            | 290    |
| 15   | Hu Jyun-siang (TPE)          | B   | 66.90       | 118          | 123          | 126          | 16           | 160          | 160          | 160          | 15           | 283    |
| 16   | Ishimbek Muratbek Uulu (KGZ) | B   | 66.50       | 114          | 118          | 121          | 19           | 153          | 158          | 163          | 16           | 279    |
| 17   | Dave Pacaldo (PHI)           | B   | 66.60       | 123          | 123          | 123          | 17           | 155          | 155          | 160          | 17           | 278    |
| 18   | Petr Petrov (CZE)            | B   | 66.50       | 122          | 126          | 126          | 18           | 150          | 154          | 157          | 18           | 276    |
| 19   | Víctor Castro (ESP)          | B   | 67.00       | 122          | 127          | 130          | 14           | 148          | 153          | 153          | 19           | 275    |
| 20   | Elzar Taiirov (KGZ)          | C   | 67.00       | 115          | 115          | 120          | 21           | 135          | 140          | 145          | 20           | 260    |
| 21   | Manoj Wijesinghe (SRI)       | C   | 63.40       | 110          | 110          | 113          | 22           | 138          | 141          | 145          | 21           | 254    |
| 22   | Kamal Egodawatta (SRI)       | C   | 65.60       | 112          | 115          | 117          | 20           | 138          | 138          | 140          | 22           | 253    |
| 23   | Ibrahim Nsubuga (UGA)        | C   | 65.50       | 85           | 85           | 93           | 23           | 110          | 110          | 115          | 23           | 200    |
| DSQ  | Talha Talib (PAK)            | A   | 67.00       | 143          | 146          | 147          | —            | 165          | 165          | 165          | —            | —      |
| —    | Luis Javier Mosquera (COL)   | A   | 66.90       | 145          | 145          | 145          | —            | —            | —            | —            | —            | —      |